# ESL One Cologne 2014
ESL One Cologne 2014 (Electronic Sports League One Cologne 2014) – trzeci międzynarodowy turniej rangi major Counter-Strike: Global Offensive, sponsorowany przez wydawcę gry, Valve Corporation. Wydarzenie organizowane było przez ESL i odbyło się podczas Gamescom 2014 w dniach 14 – 17 sierpnia 2014 w Centrum Wystawienniczym w Kolonii. W puli nagród było 250 000 USD do podziału między szesnaście drużyn. Zwycięzcą turnieju zostało Ninjas in Pyjamas, które w finale pokonało Fnatic 2-1, a nagrodę MVP turnieju dostał friberg. Finał na oficjalnym kanale ESL Twitch obejrzało ponad 409 tysięcy widzów, podczas gdy niecałe 3 miliony unikalnych użytkowników oglądało wydarzenie przez cztery dni.

## Drużyny
Udział w turnieju zapewniło sobie osiem najlepszych zespołów poprzedniego turnieju posiadających status Legendy. Jedna z nich, LGB eSports straciła ten status po transferze zawodników do innych drużyn, dzięki czemu dodatkowy slot w kwalifikacjach przyznany został drużynie z Indii.
| Legendy - Cloud9 - HellRaisers - Fnatic - Ninjas in Pyjamas - Team Dignitas - Team LDLC - Virtus.pro | Drużyny zakwalifikowane - Copenhagen Wolves - dAT Team - Epsilon eSports - iBUYPOWER - London Conspiracy - Natus Vincere - Team Wolf - Titan - Vox Eminor |

1. ↑  Cloud9 zyskało miejsce na turnieju po przejęciu składu compLexity Gaming

## Format rozgrywek
W fazie grupowej podobnie jak w poprzednich turniejach drużyny zostały podzielone na cztery grupy, w których rozegrały mecze na zasadach Best-of-One w formacie GSL.
W fazie play-off zagrało 8 najlepszych zespołów, gdzie zwycięzca grupy grał z drużyną, która zajęła drugie miejsce. Dodatkowo drużyny z tych samych grup rozlokowano tak, aby mogły się ze sobą spotkać dopiero w finale. Mecze rozgrywano na zasadach Best-of-Three w systemie pojedynczej eliminacji.

### Pula map
W puli dostępnych map zaszły duże zmiany. Usunięto mapę Train, która była najczęściej banowana podczas poprzednich turniejach, a w jej miejsce dodano trzy nowe mapy: Cache, Cobblestone oraz Overpass. Zmiany zaszły również w kontekście wyboru map. W fazie grupowej drużyny banowały na przemian po dwie mapy, a system spośród trzech pozostałych losował jedną mapę, na której rozgrywano mecz, natomiast w fazie pucharowej najpierw banowano po jednej mapie, dalej wybierano po jednej na której drużyny chciały grać, a na końcu system spośród trzech pozostałych losował mapę decydującą. Dostępnymi mapami były:
- Cache
- Cobblestone
- Dust II
- Inferno
- Mirage
- Nuke
- Overpass

## Faza grupowa

### Grupa A
| Poz.             | Drużyna           | W | P | WR | PR | RR  | Pkt. |
| ---------------- | ----------------- | - | - | -- | -- | --- | ---- |
| 1                | Epsilon eSports   | 2 | 0 | 32 | 7  | +25 | 6    |
| 2                | Ninjas in Pyjamas | 2 | 1 | 38 | 34 | +4  | 6    |
| 3                | HellRaisers       | 1 | 2 | 28 | 36 | -8  | 3    |
| 4                | Team Wolf         | 0 | 2 | 11 | 32 | −21 | 0    |
| Źródło: hltv.org |                   |   |   |    |    |     |      |

| Drużyna           | Wynik | Mapa        | Wynik | Drużyna         |
| ----------------- | ----- | ----------- | ----- | --------------- |
| Ninjas in Pyjmas  | 16    | Dust II     | 7     | Team Wolf       |
| HellRaisers       | 1     | Inferno     | 16    | Epsilon eSports |
| HellRaisers       | 16    | Mirage      | 4     | Team Wolf       |
| Ninjas in Pyjamas | 6     | Cobblestone | 16    | Epsilon eSports |
| Ninjas in Pyjamas | 16    | Overpass    | 11    | HellRaisers     |

### Grupa B
| Poz.             | Drużyna           | W | P | WR | PR | RR  | Pkt. |
| ---------------- | ----------------- | - | - | -- | -- | --- | ---- |
| 1                | Team LDLC         | 2 | 0 | 32 | 14 | +18 | 6    |
| 2                | Natus Vincere     | 2 | 1 | 47 | 39 | +8  | 6    |
| 3                | Copenhagen Wolves | 1 | 2 | 39 | 40 | -1  | 3    |
| 4                | London Comspiracy | 0 | 2 | 7  | 32 | −25 | 0    |
| Źródło: hltv.org |                   |   |   |    |    |     |      |

| Drużyna           | Wynik | Mapa    | Wynik | Drużyna           |
| ----------------- | ----- | ------- | ----- | ----------------- |
| Team LDLC         | 16    | Nuke    | 2     | London Conspiracy |
| Copenhagen Wolves | 6     | Inferno | 16    | Natus Vincere     |
| Copenhagen Wolves | 16    | Cache   | 5     | London Conspiracy |
| Natus Vincere     | 12    | Inferno | 16    | Team LDLC         |
| Natus Vincere     | 19    | Dust II | 17    | Copenhagen Wolves |

### Grupa C
| Poz.             | Drużyna    | W | P | WR | PR | RR  | Pkt. |
| ---------------- | ---------- | - | - | -- | -- | --- | ---- |
| 1                | Fnatic     | 2 | 0 | 35 | 23 | +12 | 6    |
| 2                | Virtus.pro | 2 | 1 | 48 | 28 | +20 | 6    |
| 3                | iBUYPOWER  | 1 | 2 | 25 | 38 | -13 | 3    |
| 4                | daT Team   | 0 | 2 | 13 | 32 | −19 | 0    |
| Źródło: hltv.org |            |   |   |    |    |     |      |

| Drużyna    | Wynik | Mapa        | Wynik | Drużyna   |
| ---------- | ----- | ----------- | ----- | --------- |
| Virtus.pro | 16    | Overpass    | 7     | daT Team  |
| iBUYPOWER  | 7     | Cobblestone | 16    | Fnatic    |
| iBUYPOWER  | 16    | Cobblestone | 6     | daT Team  |
| Virtus.pro | 16    | Overpass    | 19    | Fnatic    |
| Virtus.pro | 16    | Cache       | 2     | iBUYPOWER |

### Grupa D
| Poz.             | Drużyna       | W | P | WR | PR | RR  | Pkt. |
| ---------------- | ------------- | - | - | -- | -- | --- | ---- |
| 1                | Cloud9        | 2 | 0 | 38 | 32 | +6  | 6    |
| 2                | Team Dignitas | 2 | 1 | 46 | 26 | +20 | 6    |
| 3                | Titan         | 1 | 2 | 35 | 39 | -4  | 3    |
| 4                | Vox Eminor    | 0 | 2 | 10 | 32 | −22 | 0    |
| Źródło: hltv.org |               |   |   |    |    |     |      |

| Drużyna       | Wynik | Mapa    | Wynik | Drużyna    |
| ------------- | ----- | ------- | ----- | ---------- |
| Team Dignitas | 16    | Dust II | 9     | Vox Eminor |
| Titan         | 18    | Dust II | 22    | Cloud9     |
| Titan         | 16    | Nuke    | 1     | Vox Eminor |
| Team Dignitas | 14    | Mirage  | 16    | Cloud9     |
| Team Dignitas | 16    | Nuke    | 1     | Titan      |

## Faza pucharowa

### Drabinka
|  | Ćwierćfinały      | Ćwierćfinały      | Ćwierćfinały      |                   |                   | Półfinały         | Półfinały | Półfinały |  |  | Finał | Finał | Finał |  |
|  |                   |                   |                   |                   |                   |                   |           |           |  |  |       |       |       |  |
|  | Fnatic            | Fnatic            | 2                 |                   |                   |                   |           |           |  |  |       |       |       |  |
|  | Fnatic            | Fnatic            | 2                 |                   |                   |                   |           |           |  |  |       |       |       |  |
|  | Natus Vincere     | Natus Vincere     | 1                 |                   |                   |                   |           |           |  |  |       |       |       |  |
|  | Natus Vincere     | Natus Vincere     | 1                 |                   | Fnatic            | Fnatic            | 2         |           |  |  |       |       |       |  |
|  |                   |                   |                   |                   | Fnatic            | Fnatic            | 2         |           |  |  |       |       |       |  |
|  |                   |                   | Team Dignitas     | Team Dignitas     | 0                 |                   |           |           |  |  |       |       |       |  |
|  | Epsilon eSports   | Epsilon eSports   | Team Dignitas     | Team Dignitas     | 0                 | 0                 |           |           |  |  |       |       |       |  |
|  | Epsilon eSports   | Epsilon eSports   |                   |                   |                   |                   |           |           |  |  |       |       |       |  |
|  | Team Dignitas     | Team Dignitas     | 2                 |                   |                   |                   |           |           |  |  |       |       |       |  |
|  | Team Dignitas     | Team Dignitas     | 2                 |                   | Fnatic            | Fnatic            | 1         |           |  |  |       |       |       |  |
|  |                   |                   |                   |                   |                   |                   |           |           |  |  |       |       |       |  |
|  |                   |                   | Ninjas in Pyjamas | Ninjas in Pyjamas | 2                 |                   |           |           |  |  |       |       |       |  |
|  | Cloud9            | Cloud9            | Ninjas in Pyjamas | Ninjas in Pyjamas | 2                 | 1                 |           |           |  |  |       |       |       |  |
|  | Cloud9            | Cloud9            |                   |                   |                   |                   |           |           |  |  |       |       |       |  |
|  | Ninjas in Pyjamas | Ninjas in Pyjamas | 2                 |                   |                   |                   |           |           |  |  |       |       |       |  |
|  | Ninjas in Pyjamas | Ninjas in Pyjamas | 2                 |                   | Ninjas in Pyjamas | Ninjas in Pyjamas | 2         |           |  |  |       |       |       |  |
|  |                   |                   |                   |                   | Ninjas in Pyjamas | Ninjas in Pyjamas | 2         |           |  |  |       |       |       |  |
|  |                   |                   | Team LDLC         | Team LDLC         | 1                 |                   |           |           |  |  |       |       |       |  |
|  | Team LDLC         | Team LDLC         | Team LDLC         | Team LDLC         | 1                 | 2                 |           |           |  |  |       |       |       |  |
|  | Team LDLC         | Team LDLC         |                   |                   |                   |                   |           |           |  |  |       |       |       |  |
|  | Virtus.pro        | Virtus.pro        | 0                 |                   |                   |                   |           |           |  |  |       |       |       |  |

Źródło: hltv.org

### Ćwierćfinały
| Drużyna         | Wynik | Mapa        | Wynik | Drużyna           |
| --------------- | ----- | ----------- | ----- | ----------------- |
| Fnatic          | 16    | Inferno     | 11    | Natus Vincere     |
| Fnatic          | 7     | Dust II     | 16    | Natus Vincere     |
| Fnatic          | 16    | Nuke        | 14    | Natus Vincere     |
| Epsilon eSports | 9     | Dust II     | 16    | Team Dignitas     |
| Epsilon eSports | 8     | Inferno     | 16    | Team Dignitas     |
| Epsilon eSports | -     | Overpass    | -     | Team Dignitas     |
| Cloud9          | 16    | Nuke        | 8     | Ninjas in Pyjamas |
| Cloud9          | 14    | Dust II     | 16    | Ninjas in Pyjamas |
| Cloud9          | 14    | Cobblestone | 16    | Ninjas in Pyjamas |
| Team LDLC       | 16    | Dust II     | 14    | Virtus.pro        |
| Team LDLC       | 16    | Mirage      | 12    | Virtus.pro        |
| Team LDLC       | -     | Nuke        | -     | Virtus.pro        |

### Półfinały
| Drużyna           | Wynik | Mapa        | Wynik | Drużyna       |
| ----------------- | ----- | ----------- | ----- | ------------- |
| Fnatic            | 16    | Dust II     | 11    | Team Dignitas |
| Fnatic            | 16    | Overpass    | 14    | Team Dignitas |
| Fnatic            | -     | Inferno     | -     | Team Dignitas |
| Ninjas in Pyjamas | 10    | Inferno     | 16    | Team LDLC     |
| Ninjas in Pyjamas | 16    | Nuke        | 6     | Team LDLC     |
| Ninjas in Pyjamas | 16    | Cobblestone | 14    | Team LDLC     |

### Finał
| Drużyna | Wynik | Mapa        | Wynik | Drużyna           |
| ------- | ----- | ----------- | ----- | ----------------- |
| Fnatic  | 11    | Cobblestone | 16    | Ninjas in Pyjamas |
| Fnatic  | 16    | Cache       | 8     | Ninjas in Pyjamas |
| Fnatic  | 13    | Inferno     | 16    | Ninjas in Pyjamas |

## Ranking końcowy
| Miejsce          | Drużyna           | Nagroda  | Skład                                       | Trener    |
| ---------------- | ----------------- | -------- | ------------------------------------------- | --------- |
| 1.               | Ninjas in Pyjamas | $100,000 | f0rest, Fifflaren, friberg, GeT RiGhT, Xizt | pita      |
| 2.               | Fnatic            | $50,000  | flusha, JW, KRiMZ, olofmeister, pronax      | Devilwalk |
| 3-4.             | Team Dignitas     | $22,000  | aizy, device, dupreeh, FeTiSh, Xyp9x        | 3k2       |
| 3-4.             | Team LDLC         | $22,000  | apEX, Happy, KQLY, Uzzziii, Maniac          | MoMan     |
| 5–8.             | Cloud9            | $10,000  | Hiko, n0thing, Semphis, sgares, shroud      |           |
| 5–8.             | Epsilon eSports   | $10,000  | fxy0, GMX, kioShiMa, Sf, shox               |           |
| 5–8.             | Natus Vincere     | $10,000  | Edward, Guardian, seized, starix, Zeus      |           |
| 5–8.             | Virtus.pro        | $10,000  | byali, NEO, pashaBiceps, Snax, TaZ          |           |
| 9–12.            | Copenhagen Wolves | $2,000   | cajunb, gla1ve, karrigan, Nico, Pimp        |           |
| 9–12.            | HellRaisers       | $2,000   | AdreN, ANGE1, Dosia, kUcheR, markeloff      |           |
| 9–12.            | iBUYPOWER         | $2,000   | AZK, DaZeD, Skadoodle, steel, swag          |           |
| 9–12.            | Titan             | $2,000   | Ex6TenZ, kennyS, NBK, ScreaM, SmithZz       |           |
| 13–16.           | daT Team          | $2,000   | B1ad3, bondik, flamie, ub1que, WorldEdit    |           |
| 13–16.           | London Conspiracy | $2,000   | Polly, prb, rain, RUBINO, Skurk             |           |
| 13–16.           | Team Wolf         | $2,000   | Ace, astaRR, Mitchell, RiTz, RiX            | kassad    |
| 13–16.           | Vox Eminor        | $2,000   | AZR, Havoc, jks, SPUNJ, topguN              |           |
| Źródło: hltv.org |                   |          |                                             |           |